# Baculentulus densus
Baculentulus densus är en urinsektsart som först beskrevs av Imadaté 1960.  Baculentulus densus ingår i släktet Baculentulus och familjen lönntrevfotingar. Inga underarter finns listade.